# You Don't Know (Cyndi Lauper)
You Don't Know è un singolo della cantante statunitense Cyndi Lauper, pubblicato nel 1997 ed estratto dal suo quinto album in studio Sisters of Avalon.

## Tracce
- CD (USA)

1. You Don't Know (Radio Edit) – 4:06
2. You Don't Know (TM's Single Remix) – 4:23
3. That's What I Think – 4:38